# اس‌تی‌اس-۶۵
اس‌تی‌اس-۶۵ مأموریت برنامه شاتل فضایی کلمبیا بود که از مرکز فضایی کندی فلوریدا در ۸ ژوئیه ۱۹۹۴ پرتاب شد. این پرواز دارای ۷ خدمه بود و فرماندهی آن را رابرت دی. کابانا برعهده داشت که بعداً هدایت مرکز فضایی کندی را بر عهده گرفت. STS-65 یک مأموریت علمی بین‌المللی بود که آزمایشگاه بین‌المللی ریزگرانش (IML-2) را در یک مأموریت ۱۵ روزه حمل کرد. کلمبیا در ۲۳ ژوئیه ۱۹۹۴ به مرکز فضایی کندی بازگشت.